# Edward Blaes
Edward Blaes   (Gant, 19 d'octubre de 1846 - Gentbrugge, 14 de març de 1909) va ser un compositor i músic belga.

## Biografia
Va néixer a la família del lampista Eduardus Adolphus Blaes i Francisca Jacoba Antonia van Hoorde. Ell mateix estava casat amb Eugenia Suzanna Blauwaert (també divorciada) i Maria Josephina Hubertina Wallem. La ballarina Elsa Darciel és la seva neta.
Es va formar al Conservatori de Gant amb Karel Miry, al Conservatori reial de Brussel·les amb François-Joseph Fétis i de manera privada amb Peter Benoit a Anvers. Com a compositor es va centrar en la música flamenca per a un ampli públic. Blaes va publicar diverses composicions, com ara la cantata Christoffer Columbus, Broedergroet, Liefdeperlen i Lenteliederenkrans. Les seves aspiracions per compondre van ser frustrades per Isidoor De Vos i Julius Sabbe que van guanyar un primer i segon premi Prix de Rome amb l'obra De Meermin. Blaes, va arribar a un decebedor tercer premi (per a ell) el 1871.
Blaes també va dirigir al "Minard Theatre" i a nombroses associacions liberals, com el "Willemsfonds". També va ser professor de música a les escoles de la ciutat de Gant, professor de fagot i d'orquestra al Conservatori i director de l'escola de música de Ledeberg. De 1873 a 1876 també va ser mestre de capella de la catedral de Sant Bavó. Blaes va morir el 14 de març de 1909 a Gentbrugge i va ser enterrat a la "Westerbegraafplaats", on Florimond van Duyse va pronunciar l'elogi. Un any després va seguir una placa commemorativa, dissenyada per Geo Vercauteren.
L'Edward Blaesstraat de Ledeberg commemora el seu nom.